# Idrijca

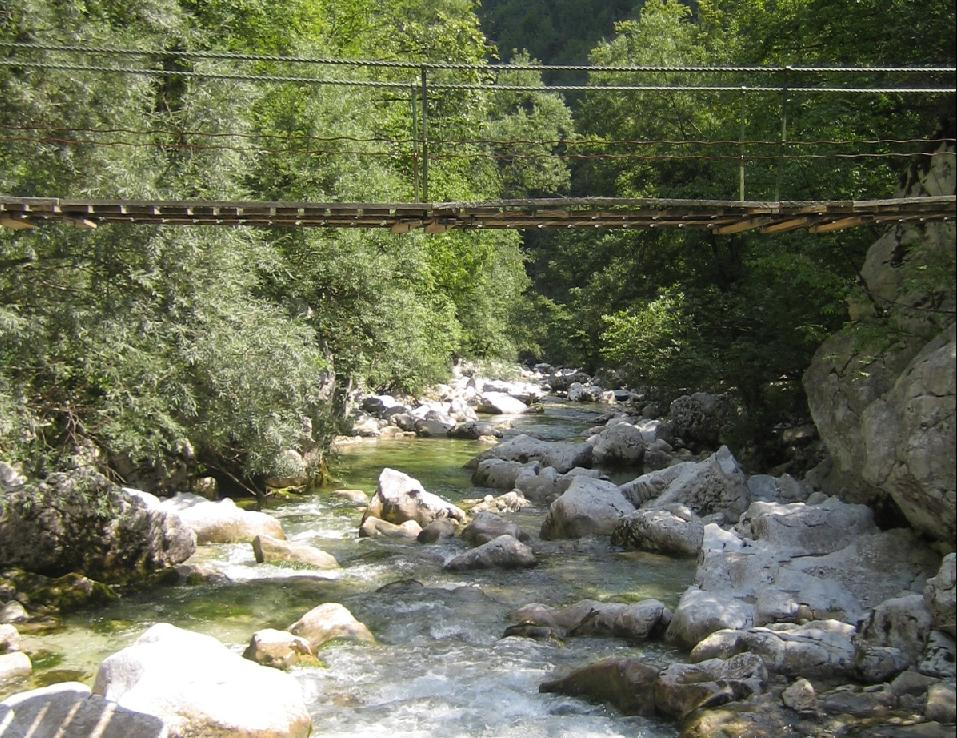
Az Idrijca folyó felső része

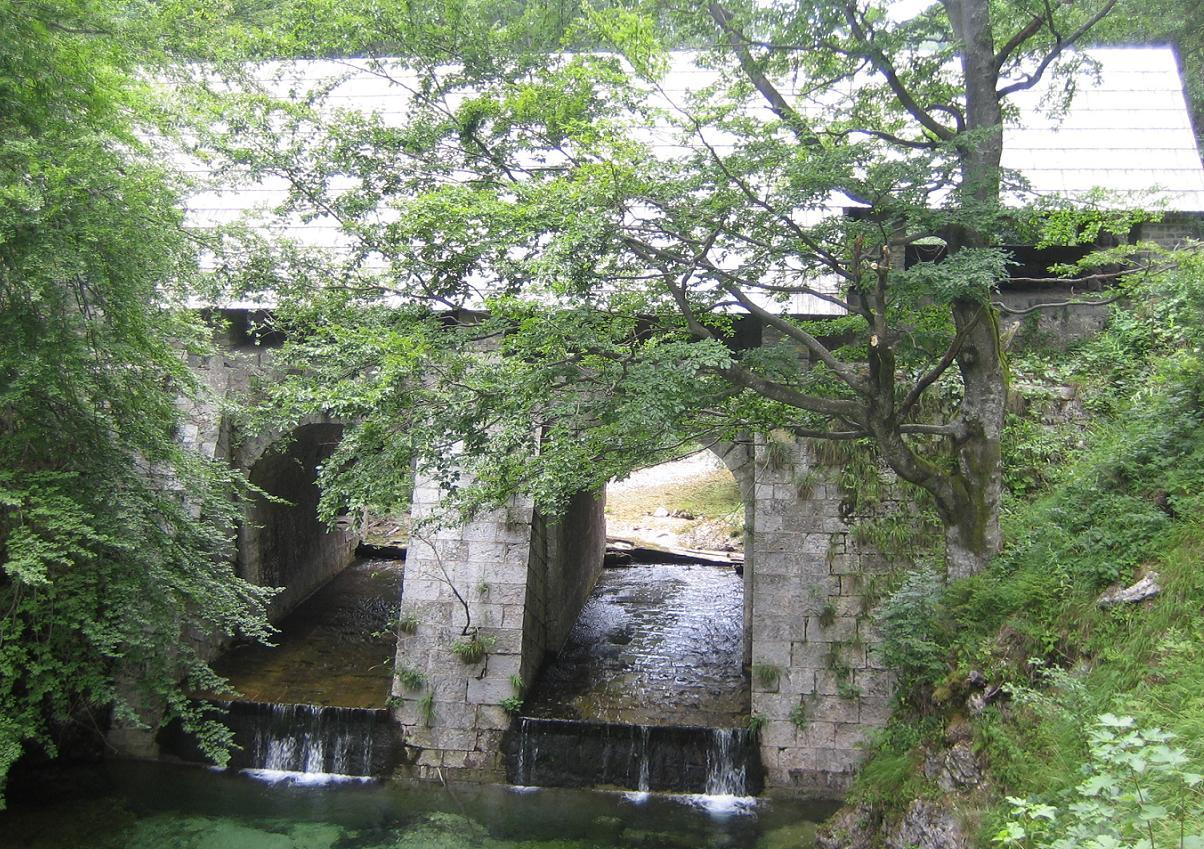
Fakitermelési zsilip Idrija közelében

Az Idrijca egy folyó, amely Szlovéniában az Idrijai-dombságon és a Cerknoi-dombságon halad keresztül. Hossza 60 kilométer (37 mérföld). A Vojsko közelében ered, északkelet felé folyik, majd Idriján áthaladva északnyugati irányba fordul. Miután elhalad Spodnja Idrija és Cerkno mellett, Most na Soči településnél egyesül az Isonzóval. Csapadék- és hóolvadék-táplálású (pluvio-nivális vízjárású), és az Adriai-tenger vízgyűjtő területéhez tartozik.
A folyó vízgyűjtő területe 598 négyzetkilométer (231 négyzetmérföld). Legjelentősebb mellékfolyói jobbról a Belca, a Zala, a Cerknica és a Bača, balról pedig a Nikomlja, a Kanošica és a Trebušica. Az egyik jobb oldali mellékfolyó a Jezernica folyó is, amely Divje jezero tóból. A mindössze 55 méter hosszú Jezernica Szlovénia legrövidebb folyója.
A folyóban sok halfaj él, amelyek közül említésre méltó a szivárványos pisztráng (Salmo marmoratus) és a pénzes pér. A múltban fát úsztattak le az Idrijcán Idrijáig, hogy tartóoszlopként használják az idrijai higanybányában. E célra különleges fatároló zsiliprendszert (szlovénül: klavže) alkalmaztak a 17. századtól a 19. századig.
A Felső-Idrijca vidéke védetté lett nyilvánítva, és ma a Felső-Idrijca Tájpark területéhez tartozik. Számos karsztképződményt és változatos növényfajokat foglal magában. A második világháború idején ezen a területen működött a Pavla partizánkórház.

## Mellékfolyók
- Senčni potok
- Nikova
- Kanomljica
- Otuška
- Sevnica
- Trebuščica
- Hotenja
- Črni potok
- Belca
- Zala
- Ljubevščica
- Zaspana grapa
- Skavnica
- Peklenska graba
- Grda grapa
- Luknjica
- Zaganjalčnica
- Cerknica
- Jesenica
- Bukovška grapa
- Žibernik
- Doberšček
- Bača

## Fordítás
Ez a szócikk részben vagy egészben  az   Idrijca című angol Wikipédia-szócikk ezen változatának fordításán alapul.  Az eredeti cikk szerkesztőit annak laptörténete sorolja fel. Ez a jelzés csupán a megfogalmazás eredetét és a szerzői jogokat jelzi, nem szolgál a cikkben szereplő információk forrásmegjelöléseként.